# Happy Tomorrow
「Happy Tomorrow」（ハッピー・トゥモロー）は、NiNaの1枚目のシングル。1999年7月14日に発売。発売元はSony Records。

## 収録曲
1. Happy Tomorrow(4:31)
作詞：YUKI/Kate　作曲：YUKI/Ma-Chang　編曲：佐久間正英
2. Happy Tomorrow (Instrumental)(4:31)

## タイアップ
- WOWOWアニメ『アークザラッド』エンディングテーマ（前期、最終回）
- ドラマ『彼女たちの時代』主題歌

## 収録アルバム
- サントラ『Arc The Lad TV Animation Soundtrack II』（1999年9月22日）
- オリジナル『NiNa』（1999年11月1日）
- オムニバス『輝け!火水ドラマ王 90's』（2002年9月19日）